# Ana Cláudia Michels
Ana Cláudia Michels (* 31. Juli 1981 in Joinville, Santa Catarina) ist ein deutschbrasilianisches Model und Ärztin.

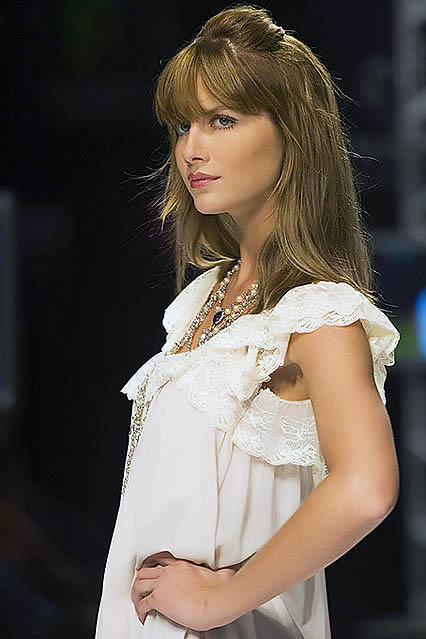
Ana Cláudia Michels in Florianópolis (2006).

## Biografie
Ana Cláudia Michels ist die Tochter von Vivaldo und Maria Ana Michels, einem Bankier und einer Hausfrau. Sie hat zwei Geschwister, Viviane und Paulo Henrique.
2015 heiratete Michels den Geschäftsmann Augusto de Arruda Botelho. Das Paar hat zwei Kinder, namens Iolanda und Santiago.

## Karriere
Auf Anregung ihres Vaters belegte sie mit 14 Jahren einen Modelkurs, obwohl sie schon als Kind davon träumte, Ärztin zu werden. 1997 wurde sie von einem Freund der Modelagentur Mega Agency in Florianópolis vorgestellt, die das Mädchen unter Vertrag nahm und zu einer ersten Modenschau in Itajaí, Santa Catarina schickte. Mit 15 Jahren begann Ana Cláudia für Ellus, Beneducci und Zoomp zu modeln. Mit 16 verließ sie Brasilien und ging nach New York City. Sogleich wurde sie von Chanel ausgewählt, die Marke bei einer Tour durch Japan zu vertreten.
Seitdem erschien sie in Katalogen für Victoria’s Secret und Le Lis Blanc, einem bekannten brasilianischen Bekleidungsunternehmen, sowie in Anzeigen für Calvin Klein. Sie war auch in Annoncen für Unternehmen wie Burberry, Giorgio Armani, Louis Vuitton, Macy’s, Nike und Tommy Hilfiger zu sehen und zierte die Titelseiten mehrerer internationaler Ausgaben der Vogue.

## Späterer Werdegang
2012 schrieb sich Michels an der Universität São Camilo in São Paulo ein, um Medizin zu studieren. Während ihres Studiums war Michels Sponsor und Freiwillige für das humanitäre Programm der NGO Operation Smile, eine Organisation, die kostenlose chirurgische Versorgung für Kinder mit Lippen- und Gaumenspalte und anderen Defekten durchführt. 2019 erwarb sie ihren Abschluss. Sie schloss sich daraufhin den Bemühungen gegen COVID-19 als Allgemeinmedizinerin an.